# 朝倉市秋月博物館
朝倉市秋月博物館（あさくらしあきづきはくぶつかん）は、福岡県朝倉市にある郷土博物館。

## 沿革
1965年（昭和40年）、前身にあたる秋月郷土館が開館。
旧秋月藩黒田家の資料や、秋月ゆかりの史料を展示していたが、2013年（平成25年）3月、財団法人秋月郷土館から朝倉市に施設及び収蔵品が譲渡され朝倉市秋月郷土館となった。
2017年（平成29年）、秋月郷土館から朝倉市秋月博物館に名称変更し、秋月藩校「稽古館」跡地に新築移転した上で新たに開館した。
理事長は旧秋月藩黒田家14代当主の黒田長栄。名誉館長に15代当主黒田長幹が就任。

## 主な収蔵品
- 島原の乱図屏風
  - 島原の乱を描いた屏風としては唯一無二の傑作で博物館の至宝である。
- 黒田長興蝙蝠兜および甲冑
  - 秋月藩初代藩主、黒田長興所用のもの。
- 土岐コレクション
  - 地元出身の実業家による横山大観など数々の名画コレクション。

## 交通アクセス
- 甘木鉄道甘木線・西鉄甘木線甘木駅より甘木観光バス秋月線に乗車し、「博物館前」下車徒歩1分（100m）。
- マイカーの場合、大分自動車道甘木インターチェンジから約10km。
- 周辺に有料駐車場あり